# Padborg
Padborg est une ville du Danemark. Elle est située dans le sud du pays, près de la frontière entre l'Allemagne et le Danemark.
Administrativement, elle relève de la commune d'Åbenrå, dans la région du Danemark du Sud. Au recensement de 2019, Padborg comptait 4 361 habitants.
Elle abrite un centre logistique international.